# 20020 Mipach
20020 Mipach este o planetă minoră (asteroid), cu un diametru de 6,371 km, din centura de asteroizi. A fost descoperită pe 4 noiembrie 1991 la Kani⁠(d) de Yoshikane Mizuno⁠(d). 
Obiectul prezintă o orbită caracterizată de o semiaxă mare de 2,5995967 UAi, o excentricitate de 0,19, o înclinație de 15,58191 ° în raport cu ecliptica.